# Metagovea disparunguis
Espèce
Metagovea disparunguis est une espèce d'opilions cyphophthalmes de la famille des Neogoveidae.

## Distribution
Cette espèce est endémique du département d'Antioquia en Colombie. Elle se rencontre vers Rionegro.

## Description
Le mâle holotype mesure 1,382 mm.

## Publication originale
- Rosas Costa, 1950 : « Sinopsis de los generos de Sironidae, con la descripcion de dos generos y una especie nuevos (Opiliones, Cyphophthalmi). » Arthropoda, vol. 1, no 2/4, p. 127-151.